# Miltern
Miltern ist ein Ortsteil und eine Ortschaft der Stadt Tangermünde im Landkreis Stendal in Sachsen-Anhalt.

## Geographie

### Lage
Miltern, ein Straßendorf mit Kirche, liegt sieben Kilometer südöstlich von Stendal und drei Kilometer nordwestlich von Tangermünde in der Altmark. Das linke Elbufer ist rund vier Kilometer von Miltern entfernt. Westlich des Dorfes liegt die ehemalige Sandgrube Miltern, heute ein Kiessee. Nordwestlich des Dorfes liegt ein kleiner Teich, der früher „Wätering“ hieß.

### Ortschaftsgliederung

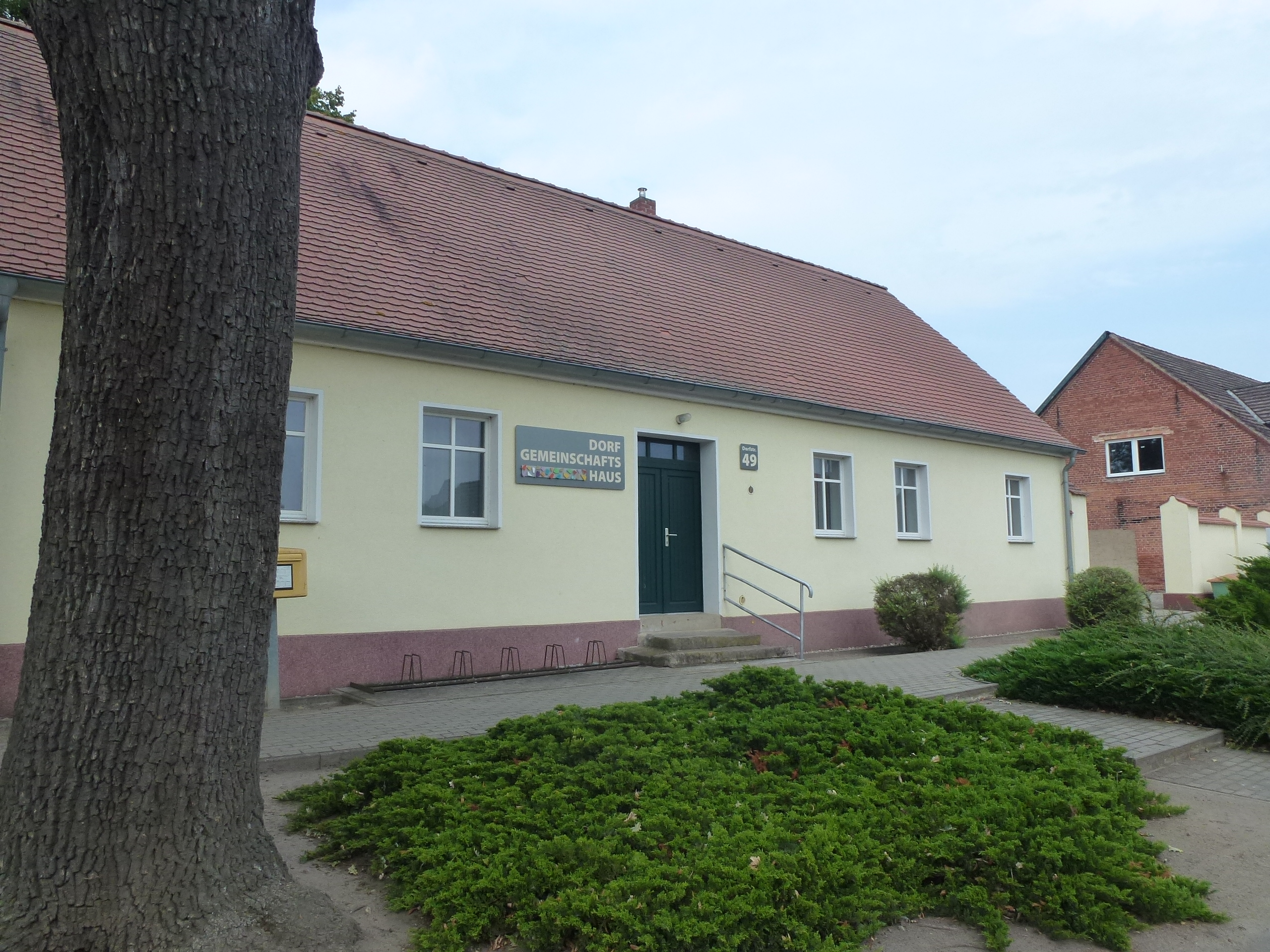
Dorfgemeinschaftshaus Miltern

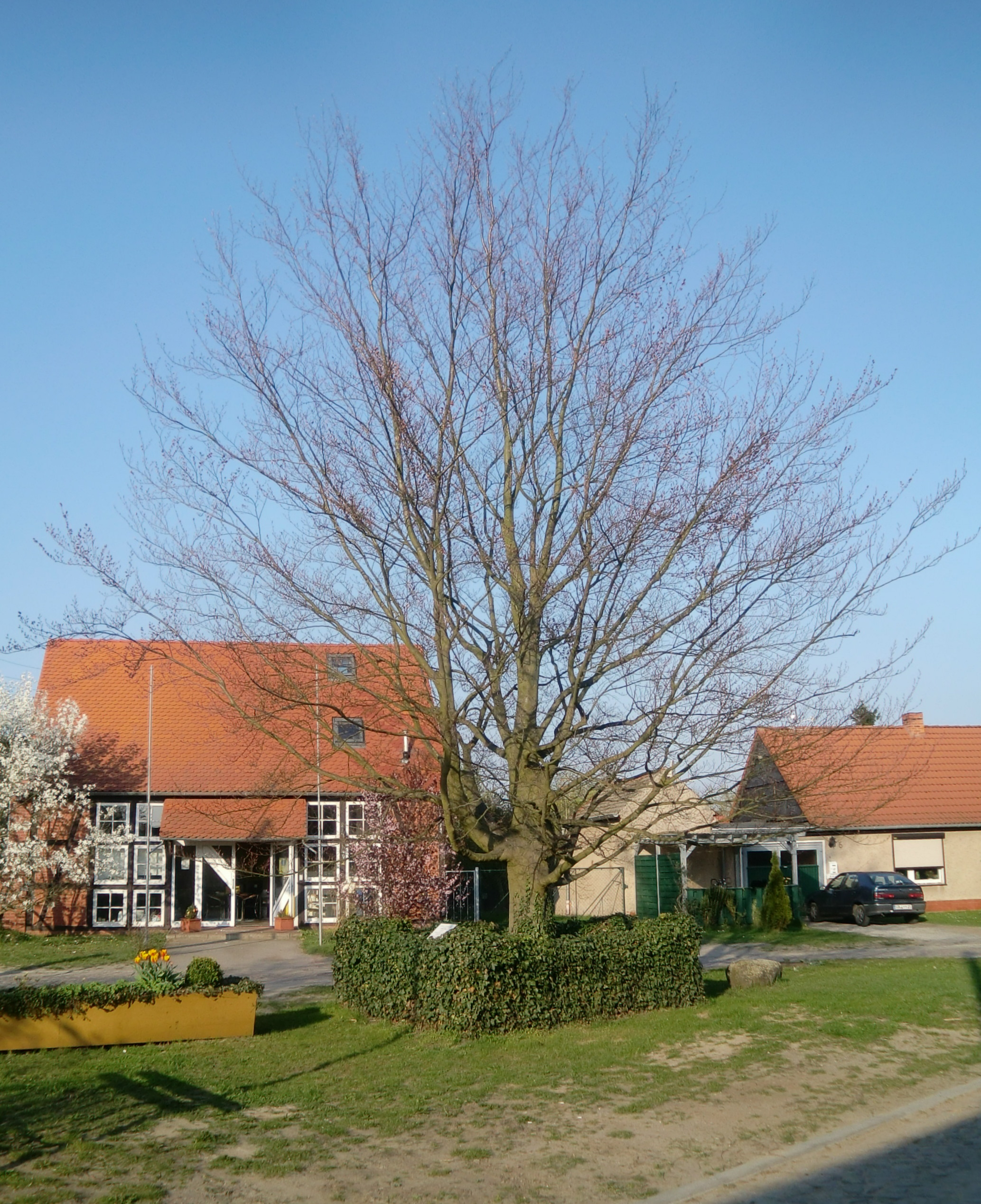
Adenauerbuche

Zur Ortschaft Miltern gehören der Ortsteil Miltern mit dem Dorf Miltern und dem Wohnplatz Siedlung.

## Geschichte

### Mittelalter bis Neuzeit
Im Jahre 1329 wurde ein Seniori henningo miltart in Stendal als Zeuge in einer Urkunde erwähnt.
Die erste urkundliche Erwähnung des Dorfes datiert aus dem Jahr 1335 als villa Miltharde, als Markgraf Ludwig der Nikolaikirche in Tangermünde Besitzungen vereignete. Im Landbuch der Mark Brandenburg von 1375 wird das Dorf als Milterde aufgeführt. Bereits 1687 hieß das Dorf Miltern.
In der Nacht zum 13. Mai 1843 brach in einer Scheune ein Feuer aus, welches so schnell um sich griff, dass innerhalb von zwei Stunden acht Bauernhöfe, ein Kassatenhof und fünf Grundbesitzeranwesen nebst der Schule zerstört wurden. 15 Familien verloren ihr Zuhause und ihre Besitztümer, darunter auch viele ihrer Nutztiere. Der Wiederaufbau ging dank Spenden zügig voran, so dass bereits 1844 das neue Schulgebäude eingerichtet werden konnte. Dieses Gebäude wurde noch bis 1980 als Schule genutzt – heute dient es als Dorfgemeinschaftshaus und Versammlungsraum der Feuerwehr. Die Feuerwehr wurde am 1. Februar 1885 gegründet und ist damit eine der ältesten Feuerwehren des Landkreises Stendal.
Im Dorf befindet sich auch eine 1967 gepflanzte sogenannte Adenauerbuche.
Im September 2020 wurde der seit 15. April 1885 bestehende Bahnübergang am Haltepunkt an der Landstraße L30 geschlossen, was bei Beteiligten auf Unverständnis stieß. Der Ortschaftsbürgermeister legte sein Amt nieder. Aus einem Gerichtsverfahren vor dem OVG Sachsen-Anhalt 2019 geht hervor, dass der Grund der Schließung eine Umplanung nach mehreren Unfällen war. In der Begründung des Urteils hieß es, zu dem im Planungsverfahren „durchgeführten Erörterungstermin erschien kein Träger öffentlicher Belange“. Damit blieb es bei der in der Planung vorgeschlagenen Schließung.

### Herkunft des Ortsnamens
Heinrich Sültmann meint, die Namen 1335 miltharde, 1377 milterde, 1540 miltert, milterdt, bestehen aus dem althochdeutschen „milta“ für „Mulde“ und „hart“ für „Wald“, wodurch die Ortslage treffend bezeichnet ist. Der Ort heißt also „Mulde am Wald“.

### Archäologie
Der Tangermünder Carl Hartwich fand vor 1914 bei Miltern eine steinerne Gussform zur Anfertigung von Hängeschuck in der Bronzezeit. 1930 wurden dem Altmärkischen Museum in Stendal Urnenscherben und ein Steinbeil aus Miltern geschenkt. In Miltern wurden Luppen gefunden, die auf die Verwendung von Tangerhütter Raseneisenerz deuten. Sie wurden auf die Zeit um das Jahr 600 datiert.

### Sage vom Dorf Elend
Im Jahre 1909 berichtete Wilhelm Zahn, dass auf der Gemarkung Miltern, 1,3 Kilometer vom nördlichen Dorfausgang südlich der Bahnlinie Stendal-Tangermünde, ein kleiner Teich namens  „Wäterling“ liegt. 1863 hieß es, zwischen Miltern und Bindfelde lag eine wüste Feldmark. „Nach einer in der Gegend herrschenden Sage habe das wüst gewordene Dorf Elend geheißen und lag auf dem Heideberge, wo sich vor der Separation noch Spuren von Gebäuden gefunden sind.“ Zahn schreibt dazu, dass auf der Südseite des Teiches früher Fundamentsteine und Findlingsgranit und Backstein großen Formates ausgepflügt worden seien. Den Namen Elend führt er auf den unfruchtbaren Boden der Flur zurück.

### Flur Dannei
1,6 Kilometer westlich von Miltern lag eine auch heute noch mit Kiefern bewachsene Flur, die „der vorderste und hinterste Dannei“ genannt wurde, die Wilhelm Zahn im Jahre 1909 als „Wüstung Dannei bei Miltern“ bezeichnete. Nördlich davon lang damals der „Haidberg“ mit einem kleinen Teich namens Fuchsloch.

### Eingemeindungen
Ursprünglich gehörte das Dorf Miltern zum Tangermündeschen Kreis der Mark Brandenburg in der Altmark. Zwischen 1807 und 1813 lag es im Kanton Tangermünde  auf dem Territorium des napoleonischen Königreichs Westphalen. Nach weiteren Änderungen gehörte die Gemeinde ab 1816 zum Kreis Stendal, den späteren Landkreis Stendal. Am 25. Juli 1952 kam die Gemeinde Miltern zum neuen Kreis Stendal. Am 1. Juli 1994 kam sie zum heutigen Landkreis Stendal.
Bis zum 31. Dezember 2009 war Miltern eine selbstständige Gemeinde und gehörte der jetzt aufgelösten Verwaltungsgemeinschaft Tangermünde an.
Durch einen Gebietsänderungsvertrag hat der Gemeinderat der Gemeinde Miltern am 16. Juli 2009 beschlossen, dass die Gemeinde Miltern in die Stadt Tangermünde eingemeindet wird. Dieser Vertrag wurde vom Landkreis als unterer Kommunalaufsichtsbehörde genehmigt und trat am 1. Januar 2010 in Kraft.
Nach Eingemeindung der bisher selbstständigen Gemeinde Miltern wurde Miltern Ortsteil der Stadt Tangermünde. Für die eingemeindete Gemeinde wurde die Ortschaftsverfassung nach den §§ 86 ff. der Gemeindeordnung Sachsen-Anhalt eingeführt. Die eingemeindete Gemeinde Miltern und künftige Ortsteil Miltern wurde zur Ortschaft der aufnehmenden Stadt Tangermünde. In der eingemeindeten Gemeinde und nunmehrigen Ortschaft Miltern wurde ein Ortschaftsrat mit anfangs neun Mitgliedern einschließlich Ortsbürgermeister gebildet.
Seit 2024 hat der Ortschaftsrat gemäß Hauptsatzung 6 Mitglieder, von 2019 bis 2024 waren es noch 8 Mitglieder.

### Einwohnerentwicklung
| Jahr | Einwohner |
| ---- | --------- |
| 1734 | 230       |
| 1772 | 082       |
| 1790 | 297       |
| 1798 | 306       |
| 1801 | 295       |
| 1818 | 323       |
| 1840 | 348       |
| 1864 | 389       |

| Jahr | Einwohner |
| ---- | --------- |
| 1871 | 391       |
| 1885 | 404       |
| 1892 | [00]384   |
| 1895 | 390       |
| 1900 | [00]373   |
| 1905 | 351       |
| 1910 | [00]336   |
| 1925 | 398       |

| Jahr | Einwohner |
| ---- | --------- |
| 1939 | 327       |
| 1946 | 550       |
| 1964 | 455       |
| 1971 | 389       |
| 1981 | 353       |
| 1993 | 329       |
| 2000 | [00]403   |
| 2006 | 395       |

| Jahr | Einwohner |
| ---- | --------- |
| 2014 | [00]361   |
| 2015 | [00]371   |
| 2019 | [00]341   |
| 2010 | [00]385   |
| 2020 | [00]345   |
| 2021 | [00]338   |
| 2022 | [0]344    |
| 2023 | [0]334    |

Quelle, wenn nicht angegeben, bis 1993:

## Religion

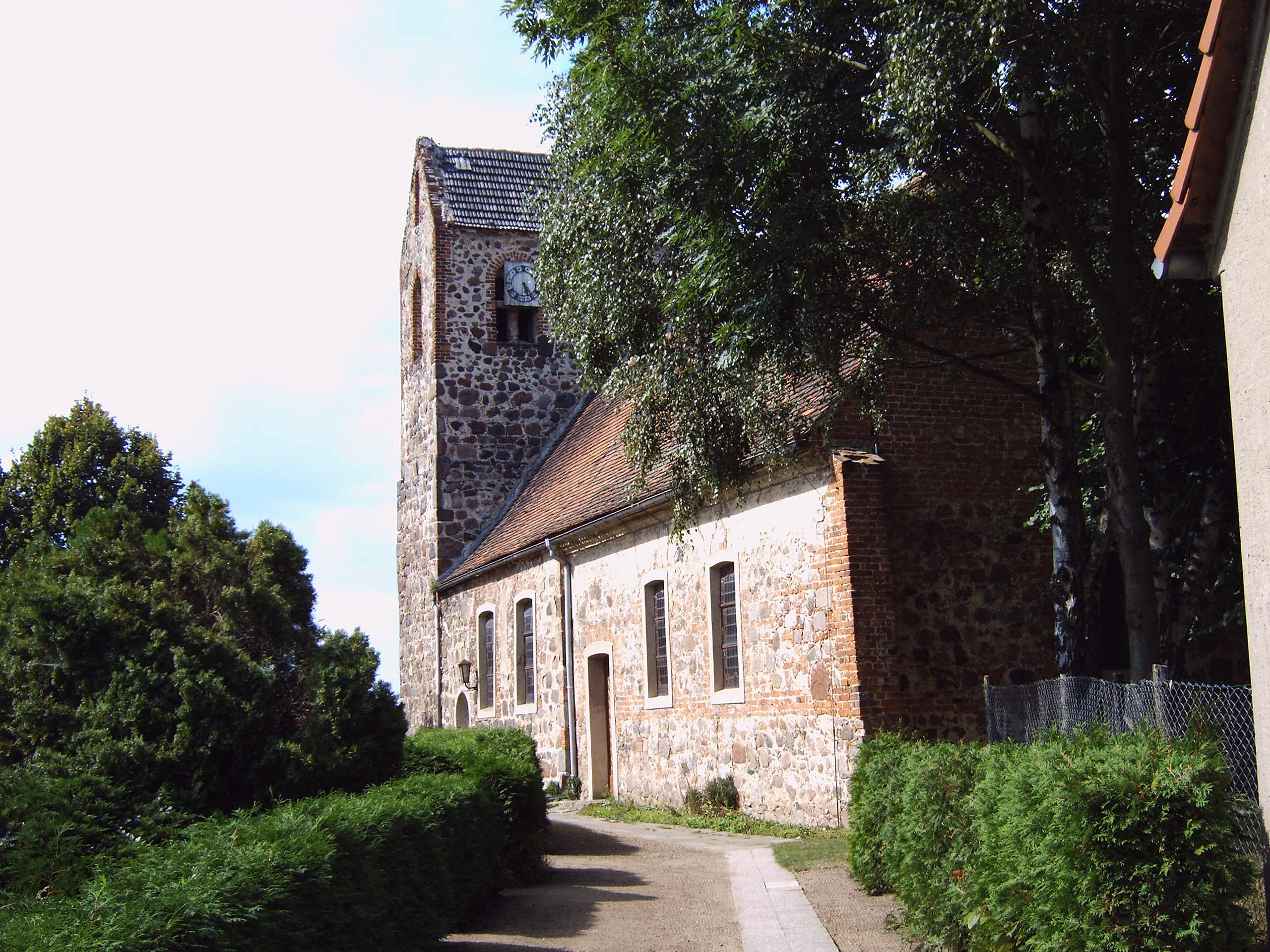
Dorfkirche

- Die evangelische Kirchengemeinde Miltern, die früher zur Pfarrei St. Stephan in Tangermünde gehörte,[26] wird heute betreut vom Pfarrbereich Tangermünde im Kirchenkreis Stendal im Bischofssprengel Magdeburg der Evangelischen Kirche in Mitteldeutschland.[27] Die ältesten überlieferten Kirchenbücher für Miltern stammen aus dem Jahre 1659.[28]
- Die katholischen Christen gehören zur Pfarrei St. Elisabeth in Tangermünde im Dekanat Stendal im Bistum Magdeburg.[29]

## Politik

### Ortsbürgermeisterin
Seit 1. Oktober 2020 ist Vera Amtsberg Ortsbürgermeisterin.
Letzter Bürgermeister der Gemeinde Miltern war Klaus-Werner Linke. Er war anschließend bis Anfang September 2020 Ortsbürgermeister. Damit wirkte er 18 Jahre ehrenamtlich als Bürgermeister.

### Ortschaftsrat
Bei der Ortschaftsratswahl am 9. Juni 2024 stellte sich die Wählergruppe „Miltern - Dorf zum Leben“ zur Wahl. Sie erreichte alle 6 möglichen Sitze. Gewählt wurde eine Frau und 5 Männer. Von 289 Wahlberechtigten hatten 214 ihre Stimme abgegeben, die Wahlbeteiligung betrug damit 74,05 Prozent.

## Kultur und Sehenswürdigkeiten
- Die evangelische Dorfkirche Miltern ist eine im Kern romanische Feldstein-Saalkirche aus ersten Hälfte des 13. Jahrhunderts. 1733/34 ausgebessert, wurde sie 1789–91 nach Osten erweitert. 1970 musste der alte Kanzelaltar von 1748 aufgrund Holzwurmbefalls abgebaut werden.[32]
- Der Ortsfriedhof auf dem Kirchhof ist teilweise mit einer Feldsteinmauer umgeben.
- 1919 errichtete man südöstlich der Kirche das Kriegerdenkmal Miltern.

## Verkehrsanbindung
Miltern liegt im Einzugsbereich der Städte Stendal und Tangermünde. An der Ortschaft führt die Bundesstraße 188 vorbei, die hier zweispurig ausgebaut ist. Der Haltepunkt Miltern liegt an der Bahnstrecke Stendal–Tangermünde. Er wird mit Regionalbahnen der Hanseatische Eisenbahn im Stundentakt bedient. Im benachbarten Stendal bestehen überregionale Bahnanschlüsse nach Wolfsburg, Berlin, Magdeburg und Schwerin.
Es verkehren Linienbusse und Rufbusse von stendalbus.